# ملا عبدالله کیاسری
ملا عبدالله کیاسری (زادهٔ ۱۱۸۰ هـ. ق در کیاسر ساری - درگذشتهٔ ۱۲۹۳ هـ. ق) از مجتهدان استان مازندران در دورهٔ قاجاریه بود.

## زندگی
وی فرزند «ملا مؤمن» و نوهٔ عالمی نامـــوَر  به شریعت‌مدار کیاسری بود. او در سال ۱۱۸۰ قمری در کیاسر ساری زاده شد. در ایران و سپس عراق درس خواند و محضر اساتیدی چون شریف العلماء مازندرانی، جعفر کاشف الغطا و سید علی طباطبایی را دریافت. به زادگاه خویش بازگشت و مدتی دراز نیز در گرگان بود و به خدمات دینی و علمی و اجتماعی اشتغال داشت و دارای نفوذ و مقبولیت بسیار در میان مردم بود. وی در سال۱۲۹۳ ق در نزدیکِ ۱۱۰ سالگی درگذشت و به مشهد انتقال داده شد و آنجا به خاک سپرده شد.

## ازنگاه حکام
مسعود میرزا ظل‌السلطان فرزند ناصرالدین‌شاه قاجار در سفرنامهٔ خود وی را از علمای ساری و شاگردان شیخ جعفر کاشف الغطا معرفی می‌کند.
همچنین میرزا ابراهیم در سفرنامهٔ استرآباد، مازندران و گیلان، پس از اظهار خشنودی از شیعهٔ ۱۲ امامی بودن اهالی منطقه ملا عبدالله را به عنوان یکی از ۴ مجتهد منطقه معرفی می‌کند.

## آثار
از آثار این مجتهد می‌توان شعائر النبی و حجت الحق و توضيح المقاصد را نام برد.

## درگذشت
او در سال ۱۲۹۳ هـ. ق/ ۱۲۵۳ هـ. ش درگذشت. بدن وی را بعد از تشییع به مشهد انتقال دادند و در کنار امام رضا به خاک سپردند.